# Cieśnina Szelichowa
Cieśnina Szelichowa (ang. Shelikof Strait, ros. Пролив Шелихова) – cieśnina morska w Stanach Zjednoczonych, zlokalizowana na południu Alaski. Oddziela stały ląd tego stanu od archipelagu Kodiak (wysp Kodiak i Afognak). 
Długość cieśniny wynosi około 240 km, a szerokość – 40–48 km. Przy północnym krańcu Cieśniny Szelichowa zlokalizowana jest Zatoka Cooka (ang. Cook Inlet). Cieśnina Szelichowa znana jest ze skrajnych pływów (do 12 metrów). Największą osadą w rejonie jest Larsen Bay na wyspie Kodiak (115 mieszkańców) oraz Karluk na tej samej wyspie (27 mieszkańców) – dane na 2000.
Nazwa pochodzi od rosyjskiego podróżnika i handlowca Grigorija Szelichowa (1747–1795). Założył on w rejonie zatoki Three Saints Bay pierwsze rosyjskie osiedle na Alasce (1784).